# Christelle Daunay
Christelle Daunay (Francia, 5 de diciembre de 1974) es una atleta francesa, especialista en la prueba de maratón en la que llegó a ser campeona europea en 2014.

## Carrera deportiva
En el Campeonato Europeo de Atletismo de 2014 ganó la medalla de oro en la maratón, recorriendo los 42,195 km en un tiempo de 2:25:14 segundos que fue récord de los campeonatos, llegando a meta por delante de la italiana Valeria Straneo y la portuguesa Jéssica Augusto (bronce con 2:25:41 segundos).